# Andreas Grill (politiker)
Andreas Gustaf Grill, född 5 juni 1827 i Mariedam, Lerbäcks socken, Örebro län, död 27 maj 1889 i Örebro, var en svensk bruksägare, politiker och målare. 
Andreas Grill var son till bruksägaren Fredrik Wilhelm Grill och Christina Nordenfelt. Grill ägde Mariedams bruk och Trehörnings masugn i Örebro län. Han var direktör vid Jernkontorets metallurgiska stat och en av dem som medverkade till Bessemer-metodens genombrott. Han var även ledamot av riksdagens andra kammare och tog initiativ till byggandet av den privata järnvägen mellan Hallsberg och Mjölby, som 1879 inköptes av staten. Grill var gift tre gånger och hade sammanlagt 15 barn. Han har omnämnts som en "särdeles skicklig miniatyr- och aqvarellmålare".